# Comuna Severînivka, Ivanivka
Severînivka (în ucraineană Северинівка) este o comună în raionul Ivanivka, regiunea Odesa, Ucraina, formată din satele Adamivka, Ruska Slobidka și Severînivka (reședința).

## Demografie
Componența lingvistică a comunei Severînivka
     Ucraineană (90,23%)
     Rusă (6,63%)
     Română (2,44%)
     Alte limbi (0,58%)
Conform recensământului din 2001, majoritatea populației comunei Severînivka era vorbitoare de ucraineană (90,23%), existând în minoritate și vorbitori de rusă (6,63%) și română (2,44%).